# Lana caprina. Epistola di un licantropo
Lana caprina. Epistola di un licantropo indiritta a S.A. la Signora Principessa è un breve saggio satirico scritto a Bologna nel 1772 da Giacomo Casanova dedicato a una non identificata principessa.

## Contenuto
Quando nel capodanno del 1772 Casanova arriva da Firenze a Bologna è, come spesso gli capitava, senza un soldo e con l'accusa che gli pende sulla testa di aver truffato al gioco a Firenze, con la complicità di due compari, 12000 ghinee a un ingenuo Lord inglese. Del resto Casanova amava la città di Bologna poiché «non esiste in Italia una città in cui si possa vivere con maggiore libertà che a Bologna, dove ci si può procurare con poca spesa ogni sorta di piacere».
A Bologna va a trovare il suo amico e compagno di loggia e di gozzoviglie di venti anni prima a Parigi, quando era un giovane ventisettenne, il legato pontificio e cardinale Antonio Branciforte Colonna, al quale Casanova confida di essere innocente della truffa fiorentina e per questo di essere in difficoltà finanziarie. 
L'occasione di fare soldi gli viene offerta casualmente quando in una libreria di Bologna conosce Zacchiroli, un abate guercio, che gli consiglia di leggere due opuscoli, che saranno l'oggetto della Lana caprina e gli fa conoscere l'abate Severini che diverrà suo amico e fornitore e fruitore di donne di facili costumi. Severini non ha un soldo ma gli fa risparmiare  «che senza di lui tutto sarebbe costato il doppio». 
all'avventuriero veneziano presso una virtuosa di canto, ritirata dal teatro e vedova del tenore Carloni. È il Severini che lo distoglie dagli studi, mettendolo in relazione con quanto c'era di meglio in fatto di ballerine e cantanti. A titolo di compenso il Casanova diventa il favorito della sorella dell'abate, più laida che bella, di trent'anni d'età.»
Intricato dall'argomento dei due opuscoli Casanova decide di scrivere un piccolo saggio dove si farà beffe dei due medici, professori dell'Università di Bologna, in polemica tra loro per la quale uno, Petronio Ignazio Zecchini, affermava  nel suo Dì geniali della dialettica delle donne ridotto al suo vero principio, che «bisogna perdonare alle donne gli errori che commettono, perché a causarli è l'utero che le fa agire contro la loro volontà» poiché il «furore uterino» fa sì che «O la donna non pensa, o pensa d'una maniera singolare»; l'altro invece non era d'accordo e scriveva, sotto lo pseudonimo di "madame Cunégonde", che le donne pensano come gli uomini poiché l'utero femminile non è un organo pensante ma è un animale la cui anatomia «non ha mai scoperto il più piccolo canale di comunicazione tra esso e il cervello». «Casanova rispose un po' giocando, e un po' no. In quel momento era un uomo che aveva bisogno di trenta zecchini». E furono proprio quegli zecchini che Casanova guadagnò con quel libello stampato in 500 esemplari dove sotto citazioni seriose riferite a Platone, Campanella, Moro si diverte beffeggiando i due accademici e l'erudito olandese Gerardo Giovanni Vossio, che affermava in termini apparentemente lapalissiani che «feminas non esse homines» (le femmine non sono uomini) ma intendendo che le donne non appartengono al genere umano che è fatto di soli uomini. 
Casanova afferma contro il professor Zecchini che «la condizione e l'educazione della donna sono le due cause che la rendono diversa da noi» ed è convinto che «l'uomo e la donna pensano allo stesso modo» infatti se la donna pensa con l'utero, come credevano anche i latini che quell'organo chiamavano "mentula" (piccola mente), anche lo sperma maschile, come dice Platone «è provvisto di anima e respira». Tuttavia non si discute delle superiorità dell'uomo poiché «è categoricamente certo che Dio creò la donna ad uso dell'uomo» e quindi essa «possiede solo ciò che le dà l'uomo».
Del resto, afferma ironicamente Casanova, vi sono certi uomini, i licantropi, che ad ogni plenilunio hanno i loro disturbi come le donne. E poi come queste anche gli uomini amano il lusso e gli ornamenti anche se questo può attirare su di loro l'interesse di certi uomini, concorrenti delle donne.
Quanto al cosiddetto "furore uterino" «potrei convenire che tutte le sensazioni esterne possono raggiungere l'utero e svegliare in lui un'agitazione importuna...ma negherò che possa partire da lui immediatamente un primo movimento qualsiasi e che un'appetenza lubrica, insaziabile di copulazione sia di solito sollevata da un'impressione causata sull'utero piuttosto che da un'altra agitazione anch'essa sollevata da un'altra sensazione.»
Ma in fondo, conclude Casanova, includendo ironicamente se stesso, queste sono vane discussioni di "lana caprina" di «tres medici, tres asini».

## Edizioni
- Giacomo Casanova, Lana caprina. Epistola di un licantropo, a cura di Renato Giordano, edit. Elliot, collana Lampi, 2014 pp.72 ISBN 8861925286